# Monte Falco
Il monte Falco (1658 m s.l.m.) è la montagna più elevata dell'Appennino tosco-romagnolo.

## Descrizione

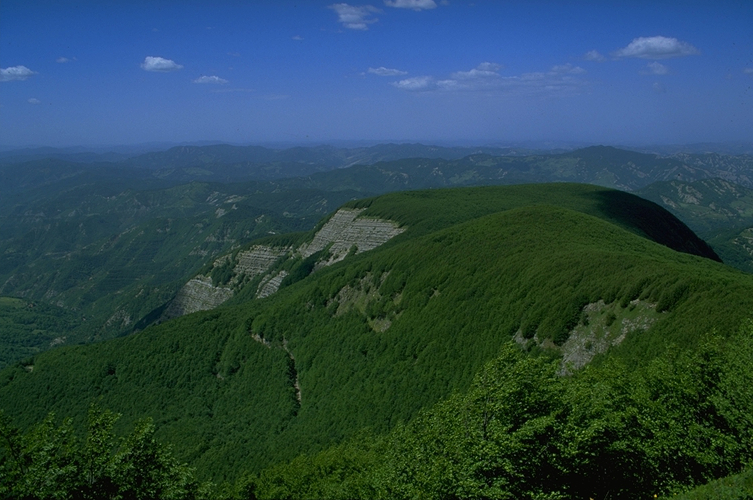
Vista estiva dal monte Falco su Pian delle Fontanelle

La cima della montagna si trova sul confine tra le province di Arezzo e Firenze. A circa 150 metri in linea d'aria dalla vetta, ad una quota di 1650 m, si trova il confine della provincia di Forlì-Cesena. 
Su di esso è presente una riserva naturale integrale, a tutela della rara vegetazione alpina ivi presente.